# Thoung Mala
Thoung Mala (tiếng Khmer: ធឿងម៉ាឡា។; sinh năm 1998) là một người mẫu. Cô đại diện cho Campuchia tại đấu trường sắc đẹp Hoa hậu Trái Đất 2019.

## Tiểu sử
Thoung Mala sinh ra và lớn lên ở Ta Khmau và Kandal. Cô cũng là một cầu thủ bóng đá khi cô được dạy bởi chính cha mình. Về việc thúc đẩy các hoạt động bảo vệ môi trường, cô đi đầu trong việc tái chế nhựa.

## Cuộc thi sắc đẹp

### Hoa hậu Hoàn vũ Campuchia 2019
Mala giành được danh hiệu Á hậu 1 tại cuộc thi Hoa hậu Hoàn vũ Campuchia 2019. Sau đó, cô được chỉ định là Hoa hậu Trái Đất Campuchia 2019.

### Hoa hậu Trái Đất 2019
Cô tham gia cuộc thi Hoa hậu Trái Đất 2019 nhưng không có mặt trong Top 20 người đẹp nhất.